# Eri Yamanoi
Eri Yamanoi (山野井絵理?, Yamanoi Eri; 12 settembre 1978) è un'ex nuotatrice giapponese.

## Carriera
Specializzata nello stile libero ha partecipato alle Olimpiadi di Atlanta 1996.

## Palmarès
- Mondiali

Fukuoka 2001: bronzo nella 4x200m sl.
- Giochi asiatici

Hiroshima 1994: argento nei 200m sl.
Bangkok 1998: bronzo negli 800m sl.
- Universiadi

Catania 1997: oro nei 400m sl e bronzo negli 800m sl.